# 心所
心所（しんじょ、巴: cetasika, チェータシカ、梵: caitasika, チャイタシカ）とは、仏教における心（巴: citta ）の構成要素・機能・中身のこと。五位分類においては、心所有法（しんじょうほう）、あるいは略して心所法（しんじょほう）としても表現される。
今日アビダルマによって研究され注釈される主な心所は以下がある。
- アヌルッダによる『アビダンマッタ・サンガハ』 - 上座部仏教による52心所
- ブッダゴーサによる『アッタサーリニー（英語版）』 - 上座部仏教による52心所
- 世親による『阿毘達磨倶舎論』 - 説一切有部による46心所
- 無著による『大乗阿毘達磨集論』 - 大乗仏教による51心所
- トンパ・シェンラプ(ston pa gshen rab)による 『蔵窟』 (mdzod phug) - チベット・ボン教による51心所

## 部派仏教

### 上座部大寺派
南伝の上座部仏教（上座部大寺派）では、『アビダンマッタ・サンガハ』に則り、心所（しんじょ、cetasika, チェータシカ）を以下の全52種とする。心所は4つある勝義諦のひとつである。

Terasaññasamānā ca cuddasākusalā tathā; Sobhanā pañcavīsāti dvipaññāsa pavuccare.
このように、13の同他（心所）、14の不善（心所）、25の浄（心所）という、52（心所）が説かれている。
—アビダンマッタ・サンガハ II. Cetasikaparicchedo
- 同他心所（どうたしんじょ、aññasamāna cetasika, アンニャサマーナ・チェータシカ）（13）[5]
  - 共一切心心所（くいっさいしんしんじょ、sabba-citta-sādhārana cetasika, サッバチッタサーダーラナ・チェータシカ）（7） - あらゆる心に必ず生まれる七つの心所[5]
    - 触（そく、phassa, パッサ）
    - 受（じゅ、vedanā, ヴェーダナー）
    - 想（そう、saññā, サンニャー）
    - 思（し、cetanā, チェータナー） - 意思
    - 一境性（いっきょうしょう、ekaggatā, エーカッガター） - 集中力
    - 命根（みょうこん、jīvitindriya, ジーヴィティンドリヤ）
    - 作意（さい、manasikāra, マナシカーラ） - 注意力

  - 雑心所（ぞうしんじょ、pakinnaka cetasika, パキンナカ・チェータシカ）（6）
    - 尋（じん、vitakka, ヴィタッカ）
    - 伺（し、vicāra, ヴィチャーラ）
    - 勝解（しょうげ、adhimokkha, アディモッカ）
    - 精進（しょうじん、viriya, ヴィリヤ） - 努力
    - 喜（き、pīti, ピーティ） - 喜び
    - 欲（いよく、chanda, チャンダ）
- 不善心所（ふぜんしんじょ、akusala cetasika, アクサラ・チェータシカ）（14）
  - 【痴系】
    - 痴（ち、moha, モーハ） - 無知
    - 無慚（むざん、ahirika, アヒリカ） - 罪を恥じないこと
    - 無愧（むき、anottappa, アノッタッパ） - 罪を恐れないこと
    - 掉挙（じょうこ、uddhacca, ウッダッチャ）

  - 【欲系】
    - 貪（とん、lobha, ローバ） - むさぼり
    - 見（けん、diṭṭhi, ディッティ） - 邪見
    - 慢(まん、māna, マーナ）

  - 【怒系】
    - 瞋（しん、dosa, ドーサ） - 怒り
    - 嫉 (しつ、issā, イッサー） - ねたみ、嫉妬
    - 慳（けん、macchariya, マッチャリヤ） - 物惜しみ
    - 悪作（おさ/あくさ、kukkucca, クックッチャ） - 後悔

  - 【その他】
    - 昏沈（こんじん / こんぢん、thīna, ティーナ） - 落ち込み
    - 睡眠（すいめん、middha, ミッダ） - 眠気
    - 疑（ぎ、vicikicchā, ヴィチキッチャー） - 疑い
- 浄心所（じょうしんじょ、sobhana cetasika, ソーバナ・チェータシカ）（25）
  - 【共浄心所】
    - 信（しん、saddhā, サッダー） - 仏法僧など、善なる対象に対して心を澄ませること
    - 念（ねん、sati, サティ） - 気づき、自覚
    - 慚（ざん、hiri, ヒリ） - 罪を恥じること
    - 愧（き、ottappa, オッタッパ） - 罪を恐れること
    - 無貪（むとん、alobha, アローバ）
    - 無瞋（むしん、adosa, アドーサ） - 慈しみ
    - 中捨（ちゅうしゃ、tatramajjhattatā, タトラマッジャッタター） - 心の平静さ
    - 身軽安（しんきょうあん、kāyappassaddhi, カーヤッパッサッディ）
    - 心軽安（しんきょうあん、cittappassaddhi, チッタッパッサッディ）
    - 身軽快性（しんきょうかいしょう、kāyalahutā, カーヤラフター） - 体の身軽さ
    - 心軽快性（しんきょうかいしょう、cittalahutā, チッタラフター） - 心の身軽さ
    - 身柔軟性（しんにゅうなんしょう、 kāyamudutā, カーヤムドゥター） - 体の柔軟さ
    - 心柔軟性（しんにゅうなんしょう、 cittamudutā, チッタムドゥター） - 心の柔軟さ
    - 身適合性（しんちゃくごうしょう、kāyakammaññatā, カーヤカンマンニャター）
    - 心適合性（しんちゃくごうしょう、cittakammaññatā, チッタカンマンニャター）
    - 身練達性（しんれんだつしょう、kāyapāguññatā, カーヤパーグンニャター）
    - 心練達性（しんれんだつしょう、cittapāguññatā, チッタパーグンニャター）
    - 身端直性（しんたんじきしょう、kāyujukatā, カーユジュカター）
    - 心端直性（しんたんじきしょう、cittujukatā, チットゥジュカター）

  - 【離心所】
    - 正語（しょうご、sammā-vācā, サンマーヴァーチャー） - 嘘をつくことなど悪しき言葉の行為から離れること
    - 正業（しょうごう、sammā-kammanta, サンマーカンマンタ)
    - 正命（しょうみょう、sammā-ājīva, サンマーアージーヴァ)

  - 【無量心所】
    - 悲（ひ、karunā, カルナー） - 他人の苦しみを取り除いてあげたいという心
    - 喜（き、muditā, ムディター） - 他人の幸福を喜ぶ心

  - 【智慧の心所】
    - 慧根（えこん、paññindriya, パンニンドゥリヤ） - 真理に対する智慧

### 説一切有部
説一切有部の『倶舎論』では、心所（心所法）を以下の全46種とする。
- 心所法（しんじょほう、caitasika dharma, チャイタシカ・ダルマ）（46）
  - 大地法（だいじほう、mahā-bhūmika dharma, マハーブーミカ・ダルマ）（10）
    - 受（じゅ、vedanā, ヴェーダナー）
    - 想（そう、saṃjñā, サンジュニャー）
    - 思（し、cetanā, チェータナー）
    - 欲（よく、chanda, チャンダ）
    - 触（しょく、sparśa, スパルシャ）
    - 慧（え、mati, マティ）
    - 念（ねん、smṛti, スムリティ）
    - 作意（さい、manaskāra, マナスカーラ）
    - 勝解（しょうげ、adhimukti, アディムクティ）
    - 三摩地（さんまじ、samādhi, サマーディ）

  - 大善地法（だいぜんじほう、kuśala-mahābhūmika dharma, クシャラ・マハーブーミカ・ダルマ）（10）
    - 信（しん、śraddhā, シュラッダー）
    - 勤（ごん、vīrya, ヴィーリヤ）
    - 捨（しゃ、upekṣā, ウペークシャー）
    - 慚（ざん、hrī, フリー）
    - 愧（き、apatrāpya, アパトラーピヤ）
    - 無貪（むとん、alobha, アローバ）
    - 無瞋（むしん、adveśa, アドヴェーシャ）
    - 不害（ふがい、ahiṃsā, アヒンサー）
    - 軽安（きょうあん、praśrabdhi, プラシュラブディ）
    - 不放逸（ふほういつ、apramāda, アプラマーダ）

  - 大不善地法（だいふぜんじほう、akuśala-mahābhūmika dharma, アクシャラ・マハーブーミカ・ダルマ）（2）
    - 無慚（むざん、āhrīkya, アーフリーキヤ）
    - 無愧（むき、anapatrāpya, アナパトラーピヤ）

  - 大煩悩地法（だいぼんのうじほう、kleśa-mahābhūmika dharma, クレーシャ・マハーブーミカ・ダルマ）（6）
    - 痴（ち、moha, モ－ハ）
    - 放逸（ほういつ、pramāda, プラマーダ）
    - 懈怠（げだい、kauśīdya, カウシーディヤ）
    - 不信（ふしん、āśraddhya, アーシュラッディヤ）
    - 惛沈（こんじん、styāna, スティヤーナ）
    - 掉挙（じょうこ、auddhatya, アウッダティヤ）

  - 小煩悩地法（しょうぼんのうじほう、parītta-kleśabhūmika dharma, パリーッタクレーシャブーミカ・ダルマ）（10）
    - 忿（ふん、krodha, クローダ）
    - 覆（ふく、mrakṣa, ムラクシャ）
    - 慳（けん、mātsarya, マーツァリヤ）
    - 嫉（しつ、īrṣyā, イールシヤー）
    - 悩（のう、pradāsa, プラダーサ）
    - 害（がい、vihiṃsā, ヴィヒンサー）
    - 恨（こん、upanāha, ウパナーハ）
    - 諂（てん、śāṭhya, シャーティヤ）
    - 誑（おう、māyā, マーヤー）
    - 憍（きょう、mada, マダ）

  - 不定地法（ふじょうじほう、aniyatabhūmika dharma, アニヤタブーミカ・ダルマ）（8）
    - 悪作（おさ/あくさ、kaukṛtya, カウクリティヤ）
    - 眠（めん、middha, ミッダ）
    - 尋（じん、vitarka, ヴィタルカ）
    - 伺（し、vicāra, ヴィチャーラ）
    - 貪（とん、rāga, ラーガ）
    - 瞋（しん、pratigha, プラティガ）
    - 慢（まん、māna, マーナ）
    - 疑（ぎ、vicikitsā, ヴィチキッツァー）

## 大乗仏教

### 唯識派・法相宗
唯識派及びその東アジア後継である法相宗では、『唯識三十頌』に則り、心所（心所法）を以下の全51種とする。
- 心所法（しんじょほう、caitasika dharma, チャイタシカ・ダルマ）（51）
  - 遍行心所（へんぎょうしんじょ、sarvatraga, サルヴァトラガ）（5）
    - 作意（さい、manaskāra, マナスカーラ）
    - 触（そく、sparśa, スパルシャ）
    - 受（じゅ、vedanā, ヴェーダナー）
    - 想（そう、saṃjñā, サンジュニャー）
    - 思（し、cetanā, チェータナー）

  - 別境心所（べっきょうしんじょ、viniyata, ヴィニヤタ）（5）
    - 欲（よく、chanda, チャンダ）
    - 勝解（しょうげ、adhimokṣa, アディモークシャ / adhimukti、アディムクティ）
    - 念（ねん、smṛti, スムリティ）
    - 定（じょう、samādhi, サマーディ）
    - 慧 （え、prajñā, プラジュニャー / mati, マティ）

  - 善心所（ぜんしんじょ、kuśala, クシャラ）（11）
    -  信（しん、śraddhā, シュラッダー）
    - 精進（しょうじん、vīrya, ヴィーリヤ）
    - 慚（ざん、hrī, フリー）
    - 愧（き、apatrāpya, アパトラーピヤ）
    - 無貪（むとん、alobha, アローバ）
    - 無瞋（むしん、adveṣa, アドヴェーシャ）
    - 無癡（むち、amoha, アモーハ）
    - 軽安（きょうあん、praśrabdhi, プラシュラブディ）
    - 不放逸（ふほういつ、apramāda, アプラマーダ）
    - 行捨（ぎょうしゃ、upekṣa, ウペークシャー）
    - 不害（ふがい、ahiṃsā, アヒンサー）

  - 煩悩心所（ぼんのうしんじょ、kleśa, クレーシャ）（6）
    - 貪（とん、rāga, ラーガ）
    - 瞋（しん、pratigha, プラティガ）
    - 癡（ち、mūḍhi, ムーディ / moha, モーハ）
    - 慢（まん、māna, マーナ）
    - 疑（ぎ、vicikitsā, ヴィチキッツァー）
    - 悪見（あっけん、dṛṣṭi, ドリシュティ）

  - 随煩悩心所（ずんぼんのうしんじょ、upakleśa, ウパクレーシャ）（20）
    - 小随煩悩（10）
      - 忿（ふん、krodha, クローダ）
      - 恨（こん、upanāha, ウパナーハ）
      - 覆（ふく、mrakṣa, ムラクシャ）
      - 悩（のう、pradāsa, プラダーサ）
      - 嫉（しつ、īrasyā, イールシヤー）
      - 慳（けん、mātsarya, マーツァリヤ）
      - 誑（おう、māyā, マーヤー）
      - 諂（てん、śāṭhya, シャーティヤ）
      - 害（がい、vihiṃsā, ヴィヒンサー）
      - 憍（きょう、mada, マダ）

    - 中随煩悩（2）
      - 無慚（むざん、āhrīkya, アーフリーキヤ）
      - 無愧（むき、anapatrāpya, アナパトラーピヤ）

    - 大随煩悩（8）
      - 掉挙（じょうこ、auddhatya, アウッダティヤ）
      - 惛沈（こんじん / こんぢん、styāna, スティヤーナ）
      - 不信（ふしん、āśraddhya, アーシュラッディヤ）
      - 懈怠（けだい、kausīdya, カウシーディヤ）
      - 放逸（ほういつ、pramāda, プラマーダ）
      - 失念（しつねん、muṣitasmṛtitā, ムシタスムリティター）
      - 散乱（さんらん、vikṣepa, ヴィクシェーパ）
      - 不正知（ふしょうち、asaṃprajanya, アサンプラジャニヤ）

  - 不定心所（ふじょうしんじょ、aniyata, アニヤタ）（4）
    - 悔 (悪作)（げ (おさ/あくさ)、kaukṛtya, カウクリティヤ）
    - (睡)眠（(すい)めん、middha, ミッダ）
    - 尋（じん、vitarka, ヴィタルカ）
    - 伺（し、vicāra, ヴィチャーラ）

## ボン教
ボン教の『蔵窟』 (mdzod phug)では、心所（'du byed）を以下の全51種とする。
- 遍行心所 (5)
  - 受 (tshor ba)
  - 想 ('du shes)
  - 思 (sems dpa')
  - 触 (reg pa)
  - 作為 (yid la)

- 別境心所 (5)
  - 欲 ('dun pa)
  - 信解 (mos pa)
  - 念 (dran pa)
  - 三昧 ('dzin pa)
  - 知恵 (shes pa)

- 善心所 (11)
  - 養育 (gso ba) - 憐憫の気持ちを起こすこと。 (悲)
  - 無貪 (ma chags)
  - 不受 (mi len) - 自分のものにしない心。 (不偸盗)
  - 正語 (smra ba, bden pa) - 変わらない言葉を喋る心。
  - 喜 (kun dga') - 諍いが静まった心。
  - 静寂な音声 (ngag zhi) - 実に静まった心。
  - 柔和な言葉 (tshig 'jam) - 喜ばしい言葉を生じさせる心。
  - 神の心 (lha sems) - 一切に平等で落ち着いた心。 (捨)
  - 慈 (byams pa) - 極めて優れた友愛の心。
  - 真実の行 (bden pa) - 確証を見せること。
  - 不逸脱 (mi 'da') - 義（don）から後戻りしない心。

- 根本煩悩心所 (6)
  - 瞋 (zhe sdang)
  - 痴 (gti mug)
  - 慢 (nga rgyal)
  - 貪 ('dod chags)
  - 嫉 ('phra dog)
  - 無明 (ma rig)

- 随煩悩心所 (20)
  - 悪見 (lta ba)
  - 疑 (the tshom)
  - 忿 (khro ba)
  - 恨 (mkhon 'dzin)
  - 覆 ('chab pa)
  - 遍計所執 (kun brtags)
  - 慳 (yang pa, ser sna)
  - 誑 (sgyu ma)
  - 諂 (g.yo ba)
  - 驕 (rgyag pa)
  - 害 ('tshe ba)
  - 無慚 (ngo tsha med pa)
  - 憂鬱な夢 (non rmis) - 落胆が増すこと。
  - 掉挙 (rgod pa)
  - 不信 (ma dad)
  - 懈怠 (le lo)
  - 放逸 (bag med)
  - 失念 (brjed ngas)
  - 散乱 (g.yeng ba)
  - 迷乱 ('khrul pa)

- 不定心所 (4)
  - 悪作 ('gyod pa)
  - 睡眠 (gnyid)
  - 尋 (rtog pa)
  - 伺 (dpyod pa)